# 대해로 (포항시)
대해로(Daehae-ro)는 대한민국 경상북도 포항시 북구 용흥동에서 남구 해도동을 거쳐 연결하는 도로이다.

## 노선 경로
- 삼거리 명칭 미상 - 새천년대로 (국도 제7호선)
- 사거리 명칭 미상 - 증흥로
- 사거리 명칭 미상 - 양학천로
- 사거리 명칭 미상 - 상공로
- 삼거리 명칭 미상 - 문예로